# Park Tae-hwan
Park Tae-hwan   (Seül, 27 de setembre de 1989) (coreà: 박태환; hanja: 朴泰桓) és un nedador sud-coreà, ja retirat, especialista en estil lliure. És conegut amb el sobrenom de Marine Boy. En el seu palmarès destaquen quatre medalles olímpiques, cinc títols mundials i 20 medalles als Jocs Asiàtics. Va guanyar una medalla d'or en els 400 metres lliures i una plata en els 200 metres lliures als Jocs Olímpics d'Estiu de 2008. També va guanyar dues medalles de plata als Jocs Olímpics d'Estiu de 2012 en els 200 i 400 metres lliures. Fou el primer nedador asiàtic que guanyà una medalla d'or en els 400 metres lliures masculí, i el primer nedador sud-coreà que guanyà una medalla olímpica en natació. També posseeix 3 rècords asiàtics, tots en estil lliure.

## Biografia
Va néixer a Seül, Corea del Sud, el 27 de setembre de 1989, en el sí d'una família de classe mitjana. El seu pare és saxofonista i la seva mare ballarina. Té una germana gran, Park In-mi.
Park va començar a nedar als 5 anys, quan el seu metge li va suggerir que seria bo per al seu asma. Va començar a competir als 7 anys, guanyant diverses medalles en competicions júnior. Aquest primer èxit el va portar a la selecció nacional el 2003. Als Jocs Olímpics d'Estiu de 2004, la seva primera competició internacional, Park sols tenia 14 anys i era l'atleta més jove de l'equip de Corea del Sud.
El seu ídol esportiu és el nedador Ian Thorpe. Va estudiar a la Universitat Dankook, on es va graduar el febrer de 2012 en educació física.
El 2012 va publicar una autobiografia 박태환: Freestyle Hero.
És un dels millors nedadors d'estil lliure masculins d'Àsia. Va ser escollit l'esportista més valuós dels Jocs Asiàtics de 2006, disputats a Qatar, on va guanyar set medalles, tres d'elles d'or. El 2006 va ser votat com a Nedador de l'any del Pacific Rim de Swimming World.

## Dopatge
Park es va veure implicat en un escàndol d'esteroides quan el 27 de gener de 2015 es va confirmar que havia donat positiu en un control antidopatge. El seu metge, que posteriorment va afirmar que desconeixia les regulacions, li havia administrat Nebido, un esteroide anabòlic relativament nou. A mitjans d'agost de 2016, el tribunal d'apel·lació de Seül va declarar que el metge que li havia administrat l'esteroide era culpable d'incompliment del codi mèdic. El metge va ser multat amb 10.000 dòlars per l'incident i Park fou sancionat amb 18 mesos sense poder competir per part la FINA.